# Birgit Schweiger
Birgit Schweiger (née le 22 octobre 1970 à Ried im Innkreis) est une peintre autrichienne.

## Biographie
En 2005 et 2006, elle étudie à l'université des arts et de design industriel de Linz auprès de Dietmar Brehm ainsi qu'auprès d'artistes comme Xenia Hausner ou Anton Petz.
Elle vit à Lichtenberg.

## Œuvre

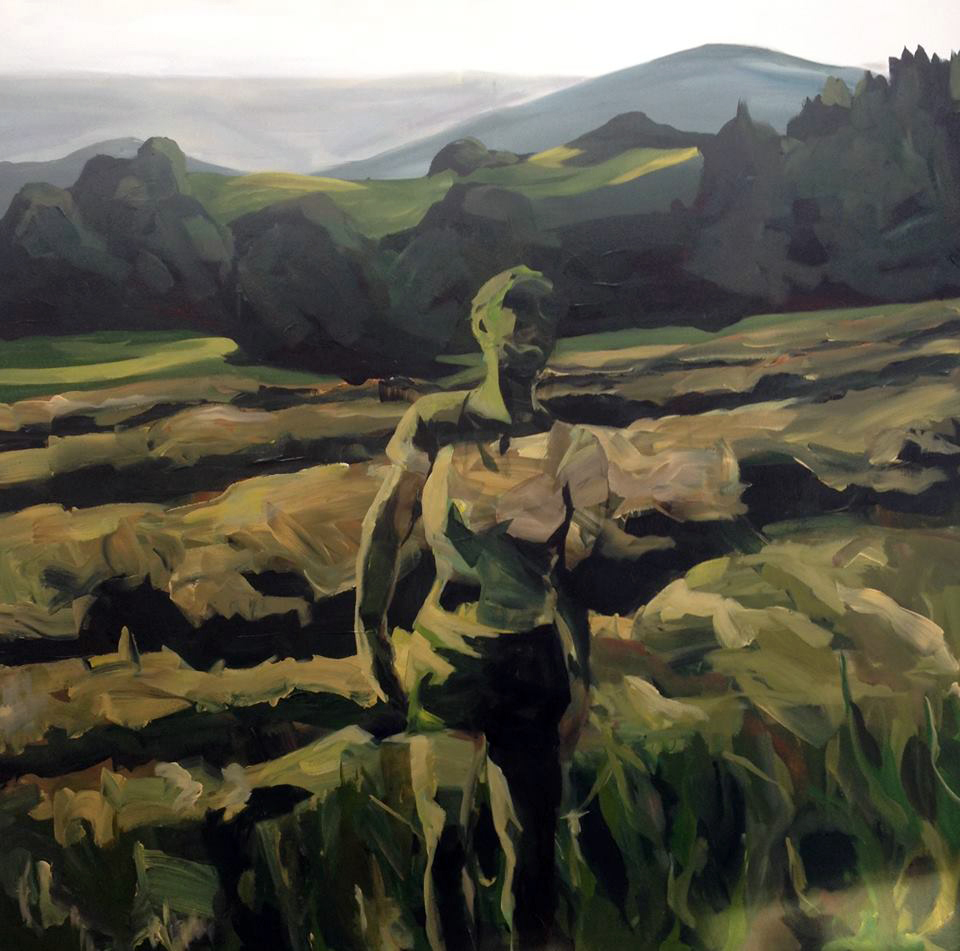
L'Émergence, 2014

Birgit Schweiger travaille à partir de ses propres photographies et croquis d'expéditions dans la nature et l'environnement. Ses œuvres sont principalement des peintures à l'acrylique et l'huile, mais aussi des dessins et des aquarelles. Son travail se rapproche d'artistes comme Anton Petz, Xenia Hausner, Alfons Walde ou Albin Egger-Lienz.

## Source de la traduction
- (de) Cet article est partiellement ou en totalité issu de l’article de Wikipédia en allemand intitulé « Birgit Schweiger » (voir la liste des auteurs).